# لويس مارتين سانتوس
لويس مارتين سانتوس ريبيرا (11 نوفمبر 1924 -21 يناير 1964) كان طبيبا نفسيا إسبانيا ومؤلف رواية زمن الصمت ، والتي غالبا ما يستشهد بها باعتبارها واحدة من أهم الروايات الإسبانية في القرن العشرين.

## سيرة
في عام 1951 أصبح مديرًا للمستشفى الإقليمي للأمراض النفسية في سان سيباستيان وظل هناك بقية حياته. كما شارك في ما يسمى بـ "الأكاديمية المتجولة"، وهو منتدى للنقاش أنشأه مثقفون إسبان متحمسون في الستينيات كانوا يبحثون عن أشكال جديدة للتعبير. قرأ جان بول سارتر على نطاق واسع وأصبح مهتمًا بالوجودية.